# 石狩追分車站
石狩追分站（日语：／ Ishikari Oiwake eki */?）是位於北海道雨龍郡雨龍町滿壽，隸屬於日本國有鐵道（國鐵）札沼線，已廢除的鐵路車站。
由於本車站鄰近過去石狩國及天鹽國在交通上的重要分歧點，因此被稱為「追分」。而加上舊國名「石狩」是因為開業時已存在相同名字的車站。

## 歷史
- 1931年（昭和6年）10月10日 - 札沼北線石狩沼田至中德富（初代，現在的新十津川）開始營運。
- 1943年（昭和18年）10月1日 - 由於太平洋戰爭擴大，石狩月形至本車站作為不要不急線而停止營運。本車站成為終點站。
- 1944年（昭和19年）7月21日 - 不要不急線延長，本車站至石狩沼田停止營運。
- 1956年（昭和31年）11月16日 - 雨龍至石狩沼田路段恢復營運，全線回復正常服務。
- 1972年（昭和47年）6月19日 - 札沼線新十津川至石狩沼田路段廢除，本車站同時廢站。

## 車站構造
站房位於札幌方向的左方東側，為類似島式的側式月台1面1線的地面車站。月台與站房之間設有1條貨物裝卸線，沒有設置貨物月台。此外，貨物裝卸線與列車路軌為一線貫通的狀態。

## 車站周邊
車站設置已經全部移走，並豎立車站的紀念石碑。

## 相鄰車站
日本國有鐵道
札沼線
雨龍－（中雨龍）－石狩追分－渭之津